# Redbud Tree
Redbud Tree è un brano musicale di Mark Knopfler, pubblicato come singolo nel 2012.
Il testo della canzone presenta il punto di vista di un uomo in fuga, che riesce a sottrarsi alla minaccia trovando riparo sotto la chioma di un Cercis canadensis, comunemente detto redbud tree in inglese.
Il chitarrista interpreta il pezzo avvalendosi di una Fender Stratocaster.